# Bulaklestes
Bulaklestes è un estinto mammifero arcaico appartenente all'ordine degli Asioryctitheria e vissuto nel Cretaceo superiore.

## Descrizione
Il genere è stato istituito nel 1985 dal ricercatore russo L.A. Nessov sulla base del fossile di un singolo dente, un molare superiore. Successivi ritrovamenti di altri denti isolati e di alcuni frammenti di mandibola hanno permesso di classificare l'animale all'interno dell'ordine degli Asioryctitheria. Ciò è stato possibile grazie alle evidenti somiglianze di questi fossili con quelli analoghi del genere Daulestes con cui pare strettamente imparentato. Le dimensioni dei fossili di Bulaklestes sono decisamente superiori ed attualmente l'animale è considerato la forma più grande dell'intero ordine (anche se stiamo ancora parlando di dimensioni prossime a quelle di un topo).
L'analisi delle mandibole di esemplari di età diverse ha permesso di ipotizzare un progressivo aumento con l'età della profondità della dentatura: da forme giovanili dove si osserva la caduta del quinto premolare fino a forme in cui gli incisivi si sono spostati in posizione più labiale.
L'animale è stato ritrovato in Uzbekistan nello stesso sito e negli stessi strati da cui sono emerse anche le due specie di Daulestes ed il genere Uchkudukodon: i tre generi sono dunque contemporanei (risalgono al Turoniano medio e superiore corrispondente al Cretaceo di 90 milioni di anni fa) e filogeneticamente imparentati tra di loro.